# Liga Deportiva Confluencia
La Liga Deportiva Confluencia es una de las ligas regionales perteneciente a la provincia de Río Negro en Argentina. En 2025 participan 22 equipos, 21 de Río Negro y un equipo de La Pampa.
La sede de dicha liga se encuentra ubicada en la ciudad de Cipolletti.
La Liga Deportiva Confluencia está afiliada y participa en torneos de selecciones organizados por el Consejo Federal del Fútbol Argentino (CFFA) de la Asociación del Fútbol Argentino.
El ganador de cada torneo clasifica a competencias de clubes no afiliados directamente a AFA, anteriormente al Torneo Argentino B, luego al Torneo del Interior y actualmente al Torneo Regional Federal Amateur.

## Historia
Esta competición nació en 1975 a raíz de la fusión de la Liga Deportiva Río Negro, en la que participaban equipos del Alto Valle Este, y la Liga Confluencia, que nucleaba a clubes de Allen, Cipolletti, Cinco Saltos y Barda del Medio.
El roquense Marcelo Amadini, asumió el cargo en enero del 2021 luego de la renuncia de Antonio D'Angelo. Amadini dejó el cargo a partir de 2022, siendo reemplazado desde junio de ese año por el cipoleño Carlos Rojas, titular del Club La Amistad.

### Creación de una segunda categoría
A finales de 2024, en decisión mayoritaria, la Comisión Directiva de la LDC decidió que para la temporada 2026 se cree una segunda división de la Liga. Para esto, se estipuló que terminado el Clausura 2025 habría 10 descensos, dejando la primera categoría con 12 equipos, por lo menos en su primera temporada.

## Equipos afiliados
| Equipo                                                     | Ciudad                | Provincia |
| ---------------------------------------------------------- | --------------------- | --------- |
| Asociación Atlética y Cultural Petroleros Pampeanos        | 25 de Mayo            | La Pampa  |
| Club Social y Deportivo Alto Valle                         | Allen                 | Río Negro |
| Club Unión Alem Progresista                                | Allen                 | Río Negro |
| Club Social y Deportivo San Carlos                         | Allen                 | Río Negro |
| Club Obrero Dique                                          | Barda del Medio       | Río Negro |
| Club Social Unión Deportiva Catriel                        | Catriel               | Río Negro |
| Club Experimental                                          | Cinco Saltos          | Río Negro |
| Club Social, Deportivo y Cultural Maracacinho              | Cinco Saltos          | Río Negro |
| Club Academia Pillmatun                                    | Cipolletti            | Río Negro |
| Club Cipolletti                                            | Cipolletti            | Río Negro |
| Asociación Civil y Deportiva La Amistad de Cipolletti      | Cipolletti            | Río Negro |
| Club Atlético San Sebastián (Cipolletti)                   | Cipolletti            | Río Negro |
| Club Deportivo, Social y Cultural San Martín de Cipolletti | Cipolletti            | Río Negro |
| San Isidro Fútbol Club                                     | Cipolletti            | Río Negro |
| Club Fernández Oro                                         | General Fernández Oro | Río Negro |
| Centro Infantojuvenil Multideportes Asociación Civil       | General Roca          | Río Negro |
| Club Atlético y Social Argentinos del Norte                | General Roca          | Río Negro |
| Club Social y Deportivo General Roca                       | General Roca          | Río Negro |
| Club Social y Deportivo Huergo                             | Ingeniero L.A. Huergo | Río Negro |
| Club Deportivo Mainqué                                     | Mainqué               | Río Negro |
| Club Atlético Regina                                       | Villa Regina          | Río Negro |
| Club Círculo Italiano                                      | Villa Regina          | Río Negro |

## Títulos

### Títulos por club
| Equipo                  | Campeón | Palmarés |
| ----------------------- | ------- | --- |
| Club Cipolletti         | 28      | Oficial 1975, Petit 1975, Petit 1976, Petit 1977, Oficial 1978, Oficial 1979, Petit 1979, Oficial 1980, Oficial 1983, Oficial 1984, Apertura 1985, Oficial 1985, Oficial 1991, Octogonal 1991, Apertura 1992, Clausura 1992, Petit 1993, Oficial 1994, Clausura 1998, Oficial 2001, Apertura 2003, Apertura 2004, Clausura 2004, Oficial 2005, Oficial 2006, Apertura 2012, Clausura 2014, Apertura 2018 |
| Deportivo Roca          | 15      | Oficial 1976, Oficial 1977, Petit 1978, Apertura 1980, Petit 1980, Oficial 1981, Oficial 1986, Apertura 1995, Clausura 1999, Marcos Lafita 2000, Apertura 2002, Clausura 2003, Apertura 2007, Apertura 2021, Apertura 2023 |
| Unión Deportiva Catriel | 8       | Hexagonal 1986, Hexagonal 1987, Petit 1989, Apertura 1996, Clausura 1996, Clausura 2002, Clausura 2013 Clausura 2022. |
| Unión Alem Progresista  | 8       | Oficial 1987, Apertura 1998, Clausura 2007, Clausura 2008, Clausura 2009, Clausura 2010, Apertura 2011, Apertura 2019 |
| La Amistad              | 6       | Apertura 2017, Clausura 2018, Clausura 2019, Apertura 2022 Apertura 2024 Clausura 2024 |
| Círculo Italiano        | 5       | Apertura 1993, Clausura 1997, Clausura 2012, Apertura 2015 Clausura 2023 |
| Atlético Regina         | 4       | Oficial 1982, Clausura 2011, Clausura 2015, Apertura 2016 |
| San Martín              | 3       | Petit 1981, Oficial 1988, Apertura 1997 |
| Argentinos del Norte    | 3       | Apertura 1999, Apertura 2010, Clausura 2017 |
| Fernández Oro           | 2       | Oficial 1989, Clausura 2006 |
| Cinco Saltos            | 2       | Oficial 1990, Petit 1990 |
| Alto Valle              | 2       | Clausura 1993, Clausura 1995 |
| Deportivo Chichinales   | 2       | Apertura 2014, Clausura 2016 |
| Obrero Dique            | 1       | Apertura 2008 |
| Saltense                | 1       | Apertura 2009 |
| Deportivo 25 de Mayo    | 1       | Apertura 2013 |
| Pillmatún               | 1       | Clausura 2021 |

### Títulos por localidad
| Ciudad                | Cantidad de títulos | Clubes Campeones                                            |
| --------------------- | ------------------- | ----------------------------------------------------------- |
| Cipolletti            | 38                  | Club Cipolletti 28, La Amistad 6, San Martín 3, Pillmatún 1 |
| General Roca          | 18                  | Deportivo Roca 15, Argentinos del Norte 3                   |
| Allen                 | 10                  | Unión AP 8, Alto Valle 2                                    |
| Villa Regina          | 9                   | Círculo Italiano 5, Atlético Regina 4                       |
| Catriel               | 8                   | Unión Deportiva Catriel 8                                   |
| Cinco Saltos          | 3                   | Club Cinco Saltos 2, Saltense 1                             |
| General Fernández Oro | 2                   | Club Fernández Oro 2                                        |
| Chichinales           | 2                   | Deportivo Chichinales 2                                     |
| Barda del Medio       | 1                   | Obrero Dique 1                                              |
| 25 de Mayo            | 1                   | Deportivo 25 de Mayo 1                                      |